# Římskokatolická farnost – děkanství Nové Město nad Metují
Římskokatolická farnost – děkanství Nové Město nad Metují je územním společenstvím římských katolíků v rámci náchodského vikariátu královéhradecké diecéze.

## O farnosti

### Historie
Když bylo založeno Nové Město nad Metují, spadalo pod duchovní správu v Krčíně. Kostel v městečku samotném vznikl až v letech 1513–1519 přestavbou měšťanského domu v rohu náměstí. Proto je kostel začleněn do fronty náměstí a stavebně navazuje na budovu fary, rovněž vzniklé adaptací měšťanského domu. V roce 1567 byla krčínská farnost zrušena a přenesena do Nového Města nad Metují. V roce 1992 byl kostel opraven nákladem Bartoňů z Dobenína.
Součástí farnosti jsou také Václavice u Náchoda, kde je k roku 1259 doložena samostatná farnost (resp. plebánie). Ta však zanikla za husitských válek a Václavice byly již natrvalo pouze filiálkou jiných farností v okolí. V roce 1866 došlo v bezprostřední blízkosti václavického kostela k bojům v rámci bitvy u Náchoda. Ve vnější zdi presbytáře jsou na paměť bitvy zasazeny dělové kule. Někteří padlí jsou pohřbeni na místním hřbitůvku u kostela sv. Václava.

#### Duchovní správci
- 1969–1992 J.M. can. Petr Štěpánek
- 1992–2002 R.D. Mgr. Jan Linhart
- 2002-2017 R.D. Vladimír Janouch
- 2017-2024 P. Bc. Benedikt Rudolf Machalík, O.Praem.
- od 2024 P. ThLic. Vojtěch Brož, Th.D.

#### Kněží rodáci z farnosti
Z novoměstské farnosti vzešla řada kněžských povolání. Nekompletní seznam kněží - rodáků, řazený dle data kněžského svěcení: 
- R.D. Václav Šilina, vysvěcen kolem roku 1893, ze Šonova (někdejší kaplan v Hronově, † 9. 8. 1904 ve věku 36 let, pohřben na hřbitově u filiálního kostela na Václavicích);
- P. Jindřich Václav Gajzler, OP, vysvěcen 1968, z Nového Města (působil v litoměřické diecézi v Jablonném v Podještědí, † 25. 8. 2000 v Jablonci nad Nisou, pohřben v Jablonném);
- R.D. Jaroslav Knittl, vysvěcen 1972, z Vrchovin (původně profesor na náchodském gymnáziu, učitel níže uvedeného Josefa Rouska, "pozdní povolání", v závěru života vypomáhal v duchovní správě v novoměstské farnosti, bydlel Vrchoviny č. p. 69, † 3. 6. 1994);
- R.D. Stanislav Gajzler, vysvěcen 1973, z Nového Města (někdejší administrátor v Dolní Kalné v trutnovském vikariátu, později jako invalidní důchodce vypomáhal v duchovní správě porůznu v okolí Nového Města nad Metují, od r. 1997 žil v kněžském domově na Moravci v brněnské diecézi, † 16. 2. 2007, pohřben v kněžské hrobce na hřbitově na Moravci);
- R.D. Václav Hejčl, vysvěcen 1973 v Litoměřicích, ze Šonova (někdejší fundatista v Malých Svatoňovicích, od r. 2010 výpomocný duchovní v Náchodě);
- R.D. Ing. Josef Rousek, vysvěcen 1974 v Praze, ze Šonova (v l. 2001-2020 působil ve farnosti Jestřebí, litoměřická diecéze, † 9. 10. 2020, pohřben na hřbitově u filiálního kostela na Václavicích);
- Mons. Mgr. Pavel Rousek, vysvěcen 1982 v Hradci Králové, z Šonova (mladší bratr Josefa Rouska, působí v Chomuticích u Hořic, je spirituálem Diecézní charity Hradec Králové).

## Současnost
Farnost má sídelního duchovního správce, který spravuje pouze tuto jedinou farnost.
| Kostel                                       | Místo                           | Bohoslužba                  | Bohoslužba               | Poznámka         |
| -------------------------------------------- | ------------------------------- | --------------------------- | ------------------------ | ---------------- |
| Kostel sv. Ducha                             | Krčín                           | sobota                      | 18.30                    | filiální kostel  |
| Kaple svatého Jana Křtitele                  | Lhota                           | neslouží se pravidelně      | neslouží se pravidelně   | filiální kostel  |
| Kostel Svaté rodiny                          | Nahořany                        | neslouží se pravidelně      | neslouží se pravidelně   | filiální kostel  |
| Kostel Nejsvětější Trojice                   | Nové Město nad Metují           | neděle pondělí středa pátek | 7.30, 9.00 a 18.00 16.00 | farní kostel     |
| Kostel Narození Panny Marie                  | Nové Město nad Metují           | neděle úterý čtvrtek        | 10.30 18.00 7.00         | filiální kostel  |
| Kostel svatého Jana Nepomuckého              | Nové Město nad Metují           | neslouží se pravidelně      | neslouží se pravidelně   | filiální kostel  |
| Kostel Všech svatých                         | Nové Město nad Metují           | neslouží se pravidelně      | neslouží se pravidelně   | hřbitovní kostel |
| Kaple Panny Marie                            | Spy                             | neslouží se pravidelně      | neslouží se pravidelně   | filiální kostel  |
| Kaple Panny Marie Prostřednice všech milostí | Šonov u Nového Města nad Metují | pondělí pátek               | 7.50 18.00               | kaple            |
| Kostel svatého Václava                       | Václavice                       | neděle                      | 15.00                    | filiální kostel  |